# Sydlig skärbladsmossa
Sydlig skärbladsmossa (Paraleucobryum sauteri) är en bladmossart som beskrevs av Leopold Loeske 1908. Sydlig skärbladsmossa ingår i släktet skärbladsmossor, och familjen Dicranaceae. Enligt den svenska rödlistan är arten sårbar i Sverige. Arten förekommer i Nedre Norrland och Övre Norrland. Arten har tidigare förekommit i Götaland men är numera lokalt utdöd. Artens livsmiljö är fjäll, våtmarker. Inga underarter finns listade i Catalogue of Life.

## Bildgalleri

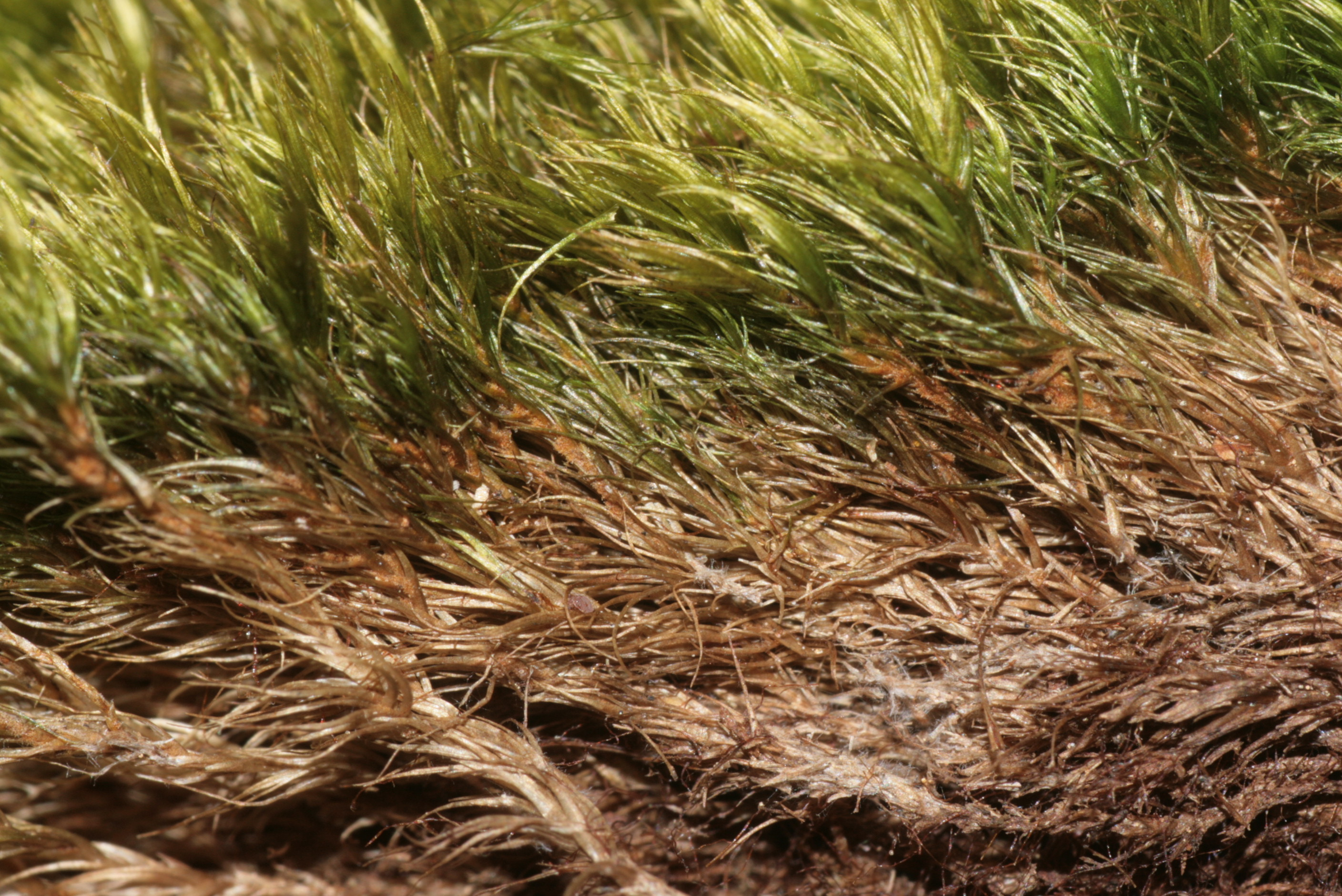
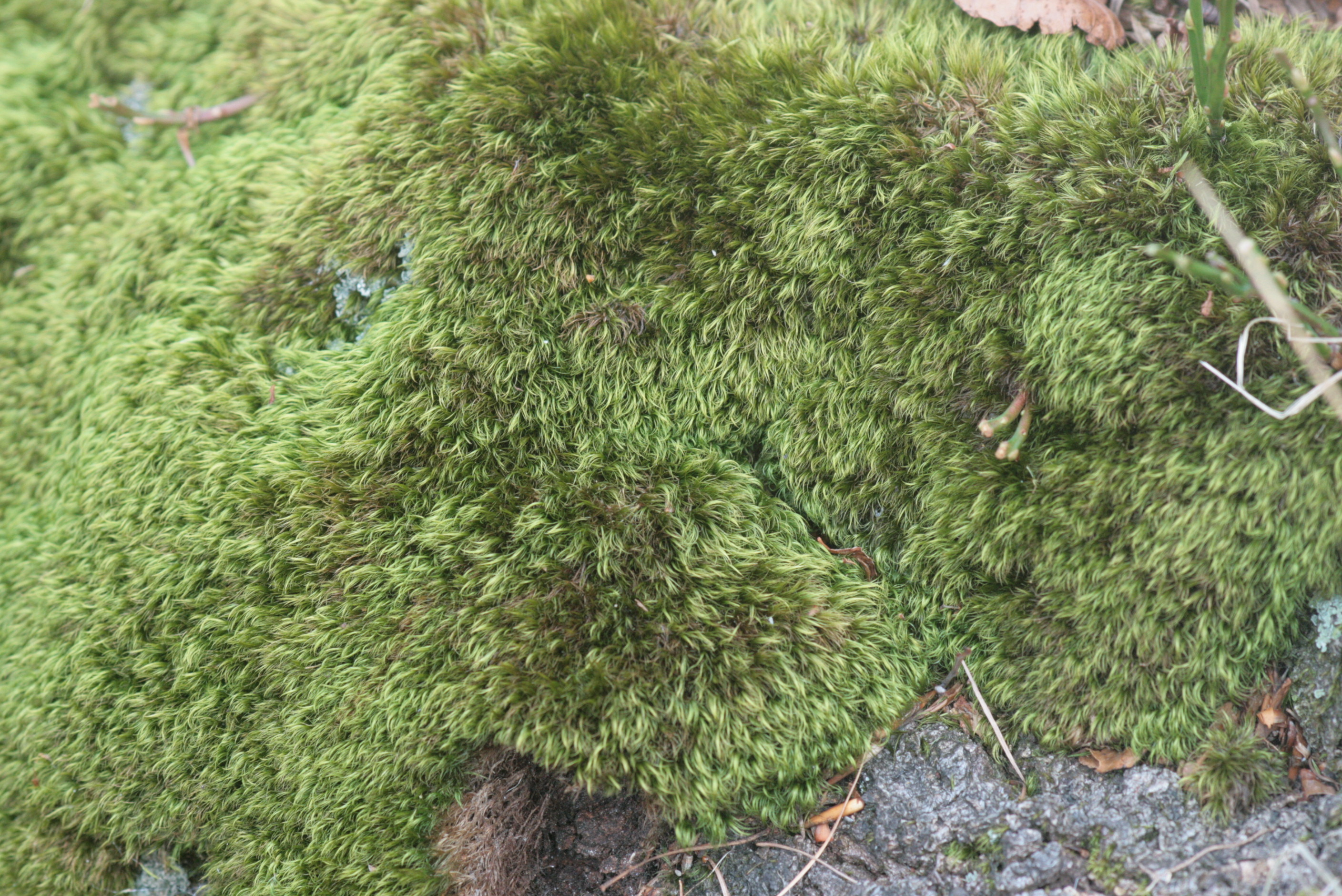
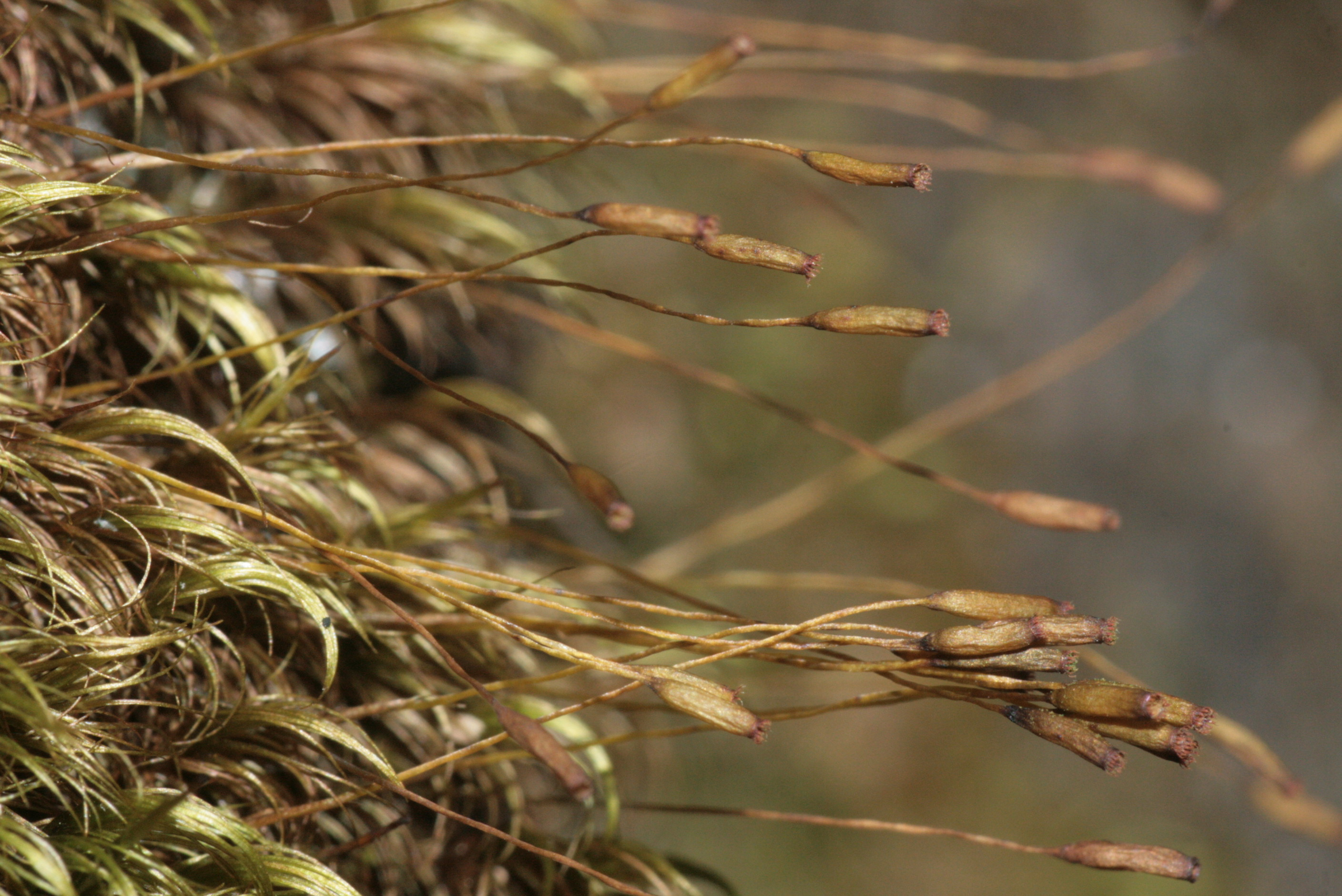
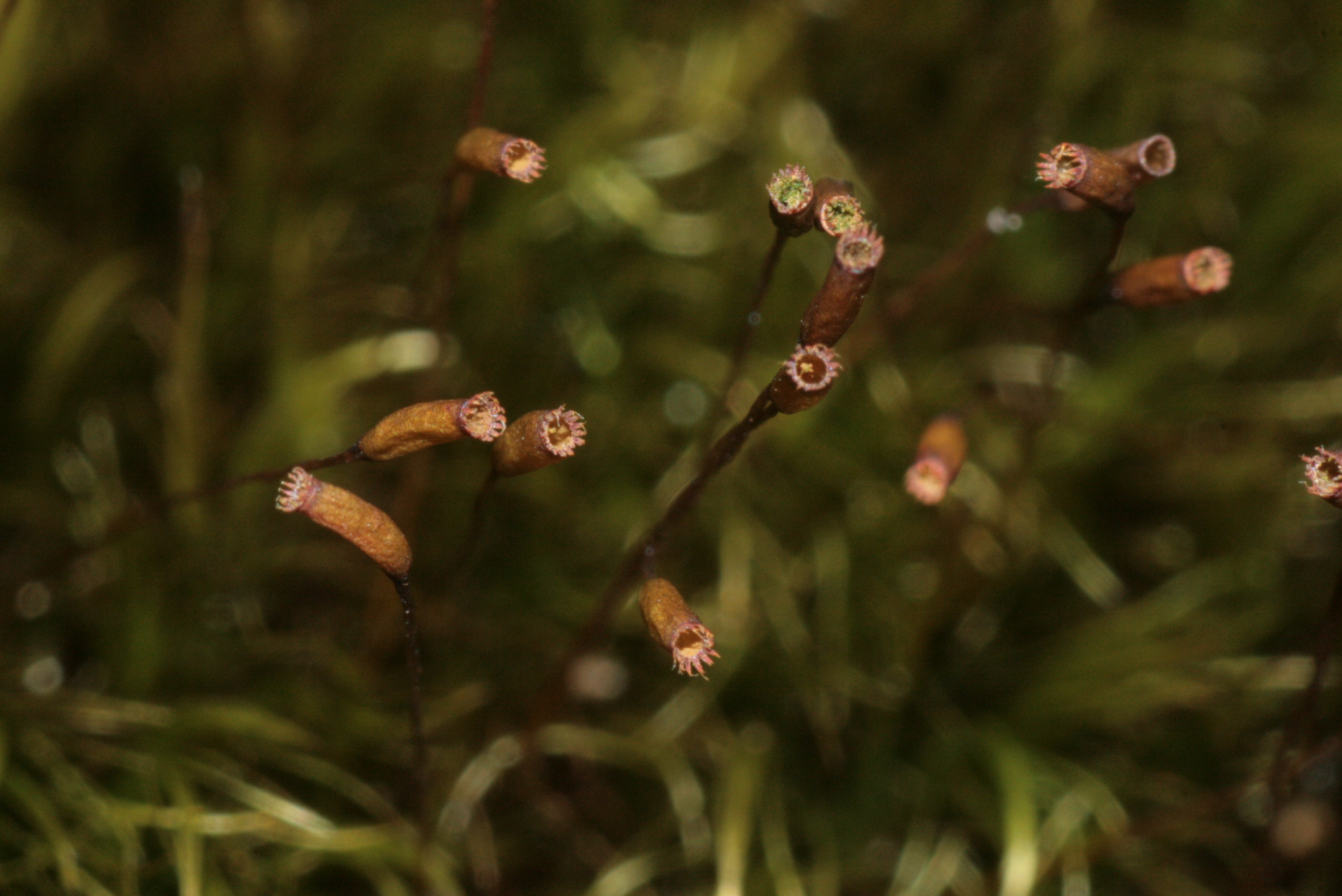